# Harry Hohmeister
Harry Hohmeister (* 19. April 1964 in Delmenhorst) ist ein deutscher Manager und seit Juli 2013 Mitglied des Vorstands der Deutschen Lufthansa AG. Seit 1. Januar 2020 verantwortet er dort das Ressort „Commercial Passenger Airlines“. Zuvor war Hohmeister für die Ressorts „Verbund Airlines, Logistik und IT“ und „Hub Management“ zuständig und von 2009 bis 2015 Vorsitzender der Geschäftsleitung der Schweizer Fluggesellschaft Swiss.

## Beruflicher Werdegang
Nach der Ausbildung zum Luftverkehrskaufmann trat er 1988 in die Lufthansa ein. Ab 1992 begleitete er neben der Leitung der Flugplanung den Umbau des Vertriebs- und Marketingressorts. 1994 wurde er Leiter der Flugplanung.
Im Jahr 1996 übernahm er als Vice President die Planung des gesamten Netzwerkes. Nach dieser Tätigkeit wechselte Hohmeister Anfang 2000 in die Geschäftsleitung zu Thomas Cook/Condor. Im Jahr 2005 kam er als Mitglied der Geschäftsleitung zur Swiss. Am 24. April 2009 wurde Harry Hohmeister zum Nachfolger von Christoph Franz als Chief Executive Officer (CEO) der Swiss gewählt. Zum 1. Juli 2013 wurde er zusätzlich in den Vorstand des Lufthansa-Konzerns berufen und stand dort dem Ressort Verbund-Airlines und Logistik vor. Zum 1. Januar 2016 übergab Hohmeister das Amt des CEO der Swiss, um bei der Deutschen Lufthansa AG das Ressort „Hub Management“ zu übernehmen. Dieses umfasste die Gesellschaften Lufthansa, Swiss und Austrian Airlines. Seit dem 1. Januar 2020 verantwortet er das Vorstandsressort „Commercial Passenger Airlines“ mit sämtlichen Passagier-Airlines.

## Privates
Hohmeister fliegt in der Freizeit als Privatpilot einmotorige Maschinen.